# 1979 у літературі

## Нагороди
- Нобелівська премія з літератури: Одісеас Елітіс, «за його поезію, яка на тлі грецьких традицій зображує чуттєву силу і боротьбу людини за свободу і творчість»
- Букерівська премія: Пенелопа Фіцджеральд, «Офшор»
- Премія Неб'юла за найкращий роман: Артур Кларк, «Фонтани раю»
- Премія Неб'юла за найкращу повість: Беррі Лонгйеа, «Ворог мій» (Enemy Mine)
- Премія Неб'юла за найкраще оповідання: Едвард Брайянт, «giANTS»
- Премія Г'юґо за найкращу повість: Джон Варлі, «Інерція зору»

## Народились
- Бушра аль-Мактарі — єменська письменниця.

## Померли
- 15 січня — Олесь Іванович Якимович, білоруський письменник радянського періоду (народився в 1904).
- 8 лютого — Микола Семенович Тихонов, радянський письменник, поет, публіцист, громадський діяч (народився в 1896).
- 1 травня — Віль Володимирович Ліпатов, російський радянський письменник (народився в 1927).
- 22 травня — Володимир Михайлович Івасюк, видатний український поет і композитор (народився в 1949).
- 13 червня — Анатолій Васильович Кузнецов, радянський письменник (народився в 1929).
- 26 серпня — Міка Тойма Валтарі, фінський письменник (народився в 1908).

## Нові книжки
- Жук у мурашнику — Брати Стругацькі
- Путівник Галактикою для космотуристів — роман Дугласа Адамса.